# Феодора (дочь Константина VIII)
Феодора (греч. Θεοδώρα — Дар Божий; 984, Константинополь — 31 августа 1056, Константинополь) — дочь императора Константина VIII, правящая византийская императрица с 20 апреля 1042 года по 11 июня 1042 года и 8 января 1055 года по 31 августа 1056 года.

## Биография
Феодора была третьей дочерью императора Константина VIII и его жены Елены Алипины. Родилась в 984 году, её ранняя биография неизвестна.
В 1028 году, во время предсмертной болезни, Константин VIII в поисках преемника решил выдать замуж хотя бы одну из дочерей. Феодора, младшая дочь, умная и обладающая сильным и суровым характером, бросила вызов её отцу — Константину VIII, к тому времени единственному императору — отказавшись выйти замуж за человека, которого ее отец выбрал своим преемником, Романа Аргира, заявив, что Роман уже был женат — его жена стала монахиней, чтобы позволить Роману вступить в брак с императорской семьей. Далее она утверждала, что поскольку Роман и она были троюродными братом и сестрой, это было слишком тесное кровное родство для заключения брака, и выбор отца пал на Зою, которой в то время исполнилось уже 50 лет. Зоя стала женой Романа III Аргира. После смерти своего отца, последовавшей через 3 дня после брака Зои, Феодора была провозглашена соправительницей своей старшей сестры Зои и её мужа Романа III. С восшествием на престол Романа, Феодора благоразумно вернулась в гинекею с его повседневными религиозными делами.
Тем не менее, Зоя убедила своего мужа назначить одного из своих людей главой семьи Феодоры с приказом шпионить за ней. В 1029 году Феодору обвинили в заговоре с целью выйти замуж за болгарского принца Пресиана и узурпировать трон вместе с ним. Пресиан был ослеплен и отправлен в монастырь; Феодора не была наказана. Вскоре она была замешана в аналогичном заговоре, на этот раз с Константином Диогеном, архонтом Сирмии. В 1030 году, Зоя выместила на Феодоре свой гнев за то, что её муж всецело предался делам управления империей, отстранив от себя супругу и ограничив расходы на её содержание. Феодора была пострижена в монашество в Петрийском монастыре. Зоя лично присутствовала на совершении обряда и успокоилась лишь когда увидела свою сестру в монашеских одеждах.
В апреле 1042 года во время народного восстания, вызванного низложением Зои императором Михаилом V Калафатом и её пострижением, Феодора была привезена восставшими из монастыря в столицу. Её облачили в царские одежды, и в соборе Святой Софии патриарх Алексий Студит провозгласил её императрицей. После ослепления Михаила V собравшийся синклит не мог принять решение о том, какой из сестёр передать власть. Многие его члены склонялись к кандидатуре Зои, видя в ней незыблемость существующего режима. Другие специальные работы, посвящённые именно Зое, отсутствуют. В итоге Зоя, под давлением народа, согласилась разделить власть с Феодорой. 21 апреля 1042 года сёстры были провозглашены соправительницами.

Она договорилась с сестрой о царской власти, пригласила её в сопровождении торжественной процессии к себе и сделала соправительницей. Феодора же, всё ещё трепеща перед сестрой, признала её старшинство и уступила ей первенство, дабы и царствовать вместе с Зоей, и ей подчиняться.

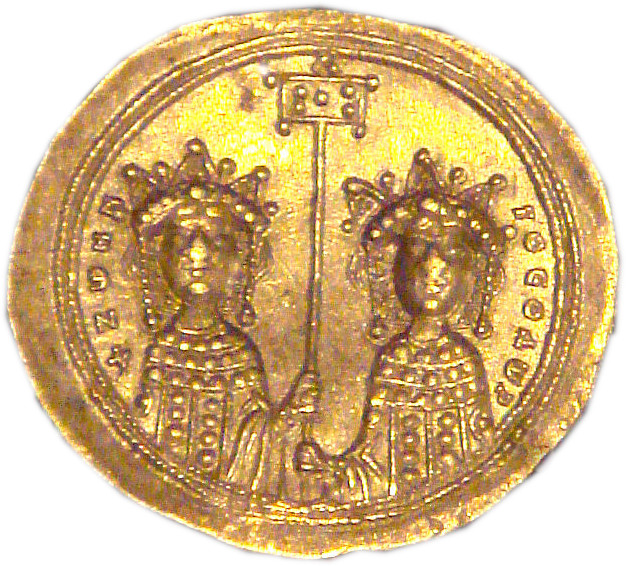
Зоя и Феодора
(гистаменон, 1042 год)

Правление Зои и Феодоры — второй и последний случай в византийской истории, когда империей самодержавно управляла женщина. Своё царствование сёстры начали со смещения с государственных постов всех ставленников Михаила V и назначения на их места преданных им людей. На торжественных церемониях соправительницы сидели рядом на одном троне и при необходимости «спокойным голосом отдавали приказания или отвечали на вопросы, иногда следуя наставлениям сведущих людей, иногда по собственному разумению». Сёстрами были изданы указы против продажи должностей, проведены изменения в военно-административной и гражданской системах управления, а для расследования злоупотреблений Михаила V и его чиновников создан специальный трибунал.
Две единокровные деспойны — госпожа Зоя и госпожа Феодора — правили самодержавно 50 дней.
Феодора была полной противоположностью своей сестры, которая тратила казну. Она же «запирались в своих покоях и одна скрепляла печатью струящийся к ней поток золота» Совместное правление сестёр оказалось неэффективным и 11 июня 1042 года 64-летняя Зоя вступила в брак с Константином Мономахом, который был провозглашён императором. Феодора продолжала оставаться соправительницей.
После смерти Зои в 1050 году и Константина IX в 1055 году Феодора недолгое время правила единолично. Этому предшествовал период смуты, когда часть аристократии хотела возвести на престол наместника Болгарии Никифора, но Феодора смогла сохранить власть в своих руках. Вступать в брак Феодора отказалась и перед смертью выбрала себе в преемники Михаила VI Стратиотика. Скончалась 31 августа 1056 года. Феодора была последней представительницей Македонской династии на византийском престоле.